# Från frö till blomma
Från frö till blomma är en doppsalm och barnvisa med text och musik av Keith Almgren från 1989.
Sången är en psalm för dop men också en barnsång som skrevs av kompositören på förfrågan från hans syster, till hans systersons dop. 
Psalmen har sedan dess, på förfrågan, använts vid flera dop.

## Publicerad som
- "Grattis på 1-årsdagen" på skivalbum, på kassett 1993 och CD 1999,
- "Visor för barnen om naturen" 1996 (musikkassett)
- "Barnens önskevisor" ("Ekorr'n satt i granen") på CD utgiven 2000, samtliga utgivna av EMI.